# ケネス・メイソン

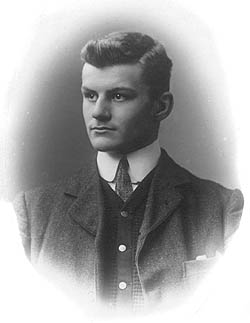
ケネス・メイソン、1907年撮影。

ケネス・メイソン（Kenneth Mason MC、1887年9月10日 – 1976年6月2日）は、軍人、地理学者で、オックスフォード大学において最初に、法定 (statutory) の地理学教授となったことで知られる。業績の中にはヒマラヤ山脈の測量調査も含まれており、「インドおよびロシア領トルキスタンの測量調査を結びつけ、シャクスガム遠征を指揮したこと」に対して1927年に王立地理学会から金メダル（創立者メダル）を贈られた。

## 私生活
ケネス・メイソンは、（後にロンドンの一部となった）サリー州サットンに、材木商の父スタンリー・イングルデュー・メイソン (Stanley Engledue Mason ) とその妻であった母エレン・マーティン・ターナー (Ellen Martin Turner) の息子として生まれた。子どもの頃にフランシス・ヤングハズバンドの『'Heart of a Continent』に感銘を受け、地理学を志し、長じてインドやヒマラヤ山脈の測量調査に向かう契機となった。
メイソンは、チェルトナム・カレッジからウーリッジの王立陸軍士官学校に進み、陸軍工兵隊 (Royal Engineers) に士官として配属された。そこで彼は、3次元写真の初期の技術開発に関わったが、それはやがて航空写真と地上からの写真を用いた地図製作法の革命的変革につながるものであった。
1909年、メイソンはインド測量調査所に配属されてカラチへ赴いた。1910年から1912年にかけて、彼はカシミール地方で三角測量に従事し、その間に登山技術を身に付け、スキーも自学自習し、立体的な測量調査を行った。
1917年、ドロシー・ヘレン・ロビンソン (Dorothy Helen Robinson) と結婚し、息子ふたりと娘ひとりをもうけた。
メイソンは、布商人の同業者組合に起源を持つリヴァリ・カンパニーであるドレイパーズ・カンパニーに深く関わっており、1949年にはそのマスター（会長）となった。

## 軍歴
1914年、第一次世界大戦に動員されたメイソンは、フランスへ赴き、ヌーヴ・シャペル方面や、ルースの戦いに参加した後、1916年1月に、イラクのバスラに赴いた。クートを確保する作戦の一環として、ドゥジャラー砦の側面を目指した夜間行軍を指揮し、それによってミリタリー・クロス（武功十字章）を授与された。彼は情報士官としてブラック・ウォッチとともにバグダッドに入った。彼は名誉進級少佐となり、3度にわたり上官の報告書で言及された (Mentioned in dispatches)。休戦協定が結ばれた後、彼はシリアの砂漠を自動車で横断した人物となった。

## 地図製作者

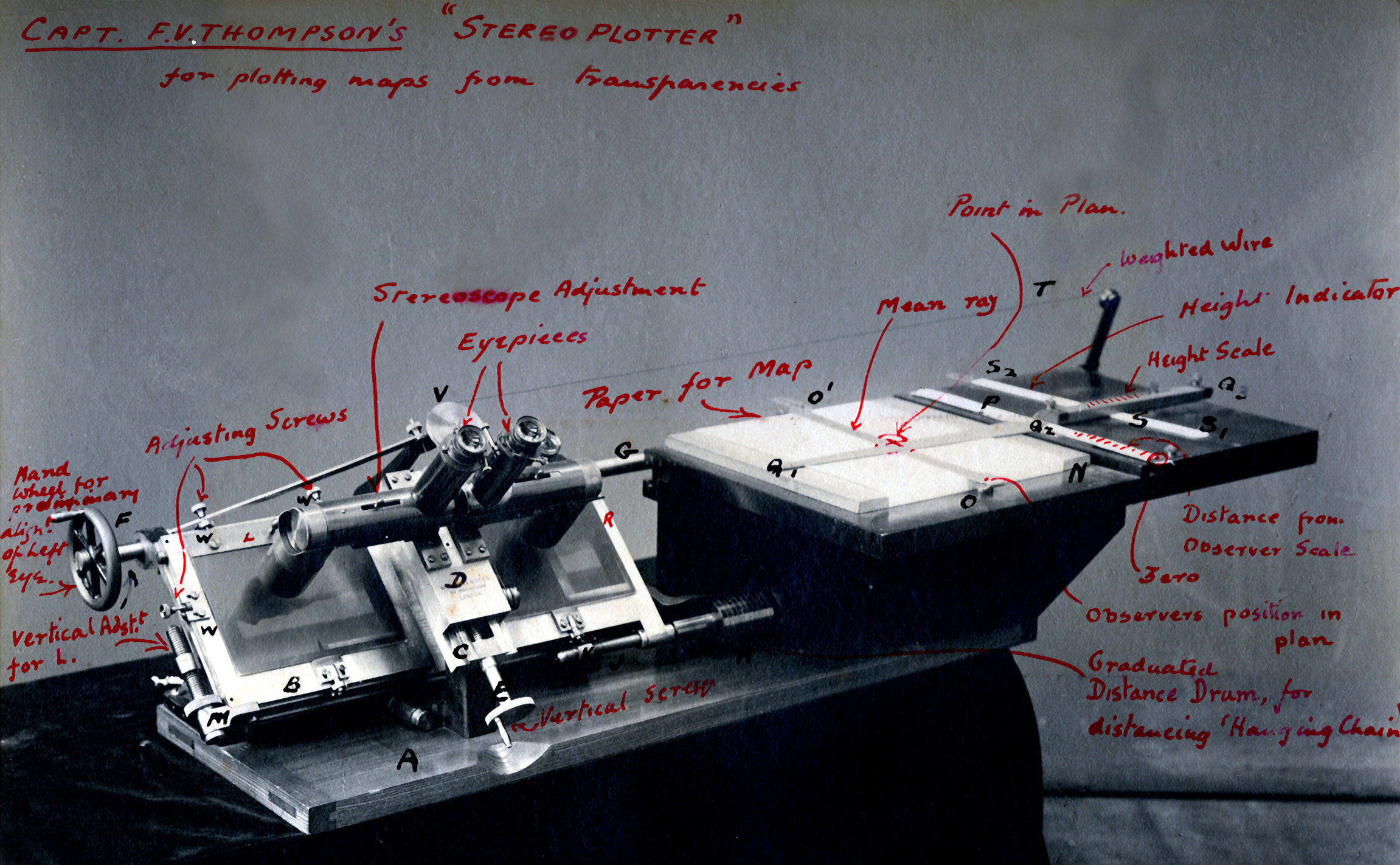
メイソンによる書き込みがなされたステレオプロッターの写真。

第一次世界大戦の後、メイソンはインドに戻り、彼にとって最も重要な科学的課題であった、カラコルム回廊（シャクスガン渓谷）の探険に取り組む準備を始めた。1926年当時、この渓谷を見ていた西洋人は、ヤングハズバンドだけであった。メイソンは写真セオドライトを立体像の技法を用いて、精力的に膨大な量のデータを収集した。その成果は、当時最も進んだ立体プロット機器があったスイスに持ち込まれて、大きな成果を挙げとされ、これによってメイソンには1927年の王立地理学会金メダル（創立者メダル）が授与された。
メイソンは、1932年に、オックスフォード大学に最初に法定講座として設けられた地理学教授職に選出され、ハートフォード・カレッジのフェローとなった。彼の学術的な業績は、1929年に彼自身が創刊した『Himalayan Journal』と結びついて、カラコルム地方における山稜名称をめぐる通説への挑戦を展開した。
1940年、メイソンは、後にジェームズ・ボンド・シリーズで知られることとなった作家イアン・フレミングと、ジョン・ヘンリー・ゴドフリー海軍少将から連絡を受け、軍事作戦に関わる諸国の地理について報告書をまとめる打診を受けた。これら一連の報告書は、1941年から1946年にかけて刊行された『Naval Intelligence Division Geographical Handbook Series』の元となった。メイソンは、当時としては空前の、世界最大級の地誌記述の取り組みのひとつの半分ほどを、オックスフォードの学者たちのチームに担わせ、これを指揮した。
ケネス・メイソンは、1953年にオックスフォード大学の教職から引退した。

## おもな著書
- Abode of Snow, Professor Kenneth Mason, 1955